# 변종인
변종인(卞宗仁, 1433년 ~ 1500년)은 조선의 무관이다. 본관은 밀양(密陽). 자는 자원(子元)이다. 병마절도사와 공조판서(工曹判書)를 역임하였다. 시호는 공장(恭莊)이다.

## 생애
1460년(세조 6년) 무과에 급제하였다. 1467년 이시애(李施愛)의 난을 토벌하는 데 종사하여 당상관으로 승진했다.
1473년(성종 4년) 오랑캐가 북변을 침범하자 조전장(助戰將)으로 공을 세워 가선대부에 올랐다.
1478년 통정대부 행 온성도호부사(穩城都護府使)가 되었다.
1481년(성종 12년) 가선대부(嘉善大夫) 공조참판(工曹參判)에 올랐다. 이어 전라도병마절도사·영안북도병마절도사를 역임하였다.
1487년 동지중추부사(同知中樞府事)가 되어 진향사(進香使)로 명나라에 다녀왔다.
1488년 가정대부(嘉靖大夫)로 충청도수군절도사(忠淸道水軍節度使)를 거쳐 다시 공조참판에 임명되었고, 영안남도병마절도사와 영안북도병마절도사를 역임하였다.
1494년 지중추부사로 정조사(正朝使)가 되어 명나라에 다녀왔다.
1496년(연산군 2년) 평안도병마절도사에 이어 경상우도수군절도사를 역임하여 변방을 지켰다.
1498년(연산군 4년) 65세의 고령임을 들어 수군절도사직을 사임하였으나 공조판서(工曹判書)에 임명되었다. 이어 지중추부사(知中樞府事)로 옮겨 재직 중 1500년(연산군 6년) 졸하였다. 시호는 공장(恭莊)인데, 일을 조심스럽게 하여, 위를 받든 것을 공(恭)이라 하고, 적을 이겨내고 의지가 강한 것을 장(莊)이라 한다.

## 평가
조선왕조실록의 변종인 졸기에 "성품이 관후(寬厚)하고 풍신이 준수하였으며, 남이 비록 자기 뜻을 거스르더라도 겨루지 않았고, 직무에 임하여서는 부지런하고 조심하여 가는 곳마다 공적이 있었다."고 평가하고 있다.

## 가족
- 고조부 : 변중량(卞仲良) - 우산기상시(右散騎常寺)
- 고조모 : 전주 이씨 - 조선 태조 이성계의 형인 이원계(李元桂)의 딸
  - 증조부 : 변길상(卞吉祥) - 지풍주사
    - 조부 : 변을명(卞乙明) - 판사헌감사
      - 아버지 : 변예생(卞禮生) - 우군사정
      - 어머니 : 배천 조씨

    - 처부 : 안진손(安震孫) - 산음현감
      - 부인 : 이천 안씨(利川安氏)
        - 아들 : 변강지(卞綱之)
          - 손자 : 변응몽(卞應夢) - 통정대부(通政大夫)

        - 아들 : 변기지(卞紀之)
        - 아들 : 변유지(卞維之)

## 추모
경기도 부천시 고강동 산 63-9에 변종인 묘와 신도비가 부천시 향토유적 제1호로 지정되었다.